# Euphranta toxoneura
Euphranta toxoneura är en tvåvingeart som först beskrevs av Friedrich Hermann Loew 1846.  Euphranta toxoneura ingår i släktet Euphranta och familjen borrflugor. Enligt den finländska rödlistan är arten otillräckligt studerad i Finland. Arten är reproducerande i Sverige. Inga underarter finns listade i Catalogue of Life.